# Volcado hexadecimal
En informática, un volcado hexadecimal (Hex dump) es una vista textual en formato hexadecimal (en pantalla o en papel) de datos informáticos (a menudo, pero no necesariamente binarios), provenientes de la memoria o de un archivo o dispositivo de almacenamiento de la computadora. Observar un volcado hexadecimal de datos se realiza generalmente en el contexto de depuración, ingeniería inversa o forense digital. Los editores interactivos que proporcionan una vista similar pero que también permiten manipular los datos en cuestión se llaman editores hexadecimales.
En un volcado hexadecimal, cada byte (8 bits) se representa como un número hexadecimal de dos dígitos. Los volcados hexadecimales comúnmente se organizan en filas de 8 o 16 bytes, a veces separados por espacios en blanco. Algunos volcados hexadecimales tienen la dirección de memoria hexadecimal al principio.
Algunos nombres comunes para esta función de programa son hexdump|hd|od|xxd| dump|D

## Ejemplo
Un archivo de texto de ejemplo:
```
0123456789ABCDEF
/* ********************************************** */
	Table with TABs (09)
	1       2       3
	3.14	6.28	9.42
```

como se muestra en Unix: hexdump
```
0000000
 
30
 
31
 
32
 
33
 
34
 
35
 
36
 
37
 
38
 
39
 
41
 
42
 
43
 
44
 
45
 
46

0000010
 
0a
 
2f
 
2a
 
20
 
2a
 
2a
 
2a
 
2a
 
2a
 
2a
 
2a
 
2a
 
2a
 
2a
 
2a
 
2a

0000020
 
2a
 
2a
 
2a
 
2a
 
2a
 
2a
 
2a
 
2a
 
2a
 
2a
 
2a
 
2a
 
2a
 
2a
 
2a
 
2a

*

0000040
 
2a
 
2a
 
20
 
2a
 
2f
 
0a
 
09
 
54
 
61
 
62
 
6c
 
65
 
20
 
77
 
69
 
74

0000050
 
68
 
20
 
54
 
41
 
42
 
73
 
20
 
28
 
30
 
39
 
29
 
0a
 
09
 
31
 
09
 
09

0000060
 
32
 
09
 
09
 
33
 
0a
 
09
 
33
 
2e
 
31
 
34
 
09
 
36
 
2e
 
32
 
38
 
09

0000070
 
39
 
2e
 
34
 
32
 
0a
             
                    

0000075

```

La columna más a la izquierda es el desplazamiento hexadecimal (o dirección) para los valores de las columnas siguientes. Cada fila muestra 16 bytes, con la excepción de la fila que contiene un solo *. El * se usa para indicar que se omitieron múltiples ocurrencias de la misma visualización. La última línea muestra el número de bytes tomados de la entrada.

Una columna adicional muestra la traducción correspondiente en caracteres ASCII con: hexdump -C hd
```
00000000
  
30
 
31
 
32
 
33
 
34
 
35
 
36
 
37
  
38
 
39
 
41
 
42
 
43
 
44
 
45
 
46
  
|
0123456789ABCDEF
|

00000010
  
0a
 
2f
 
2a
 
20
 
2a
 
2a
 
2a
 
2a
  
2a
 
2a
 
2a
 
2a
 
2a
 
2a
 
2a
 
2a
  
|
./* ************
|

00000020
  
2a
 
2a
 
2a
 
2a
 
2a
 
2a
 
2a
 
2a
  
2a
 
2a
 
2a
 
2a
 
2a
 
2a
 
2a
 
2a
  
|
****************
|

*

00000040
  
2a
 
2a
 
20
 
2a
 
2f
 
0a
 
09
 
54
  
61
 
62
 
6c
 
65
 
20
 
77
 
69
 
74
  
|
** */..Table wit
|

00000050
  
68
 
20
 
54
 
41
 
42
 
73
 
20
 
28
  
30
 
39
 
29
 
0a
 
09
 
31
 
09
 
09
  
|
h TABs (09)..1..
|

00000060
  
32
 
09
 
09
 
33
 
0a
 
09
 
33
 
2e
  
31
 
34
 
09
 
36
 
2e
 
32
 
38
 
09
  
|
2..3..3.14.6.28.
|

00000070
  
39
 
2e
 
34
 
32
 
0a
                                    
|
9.42.
|

00000075

```